# Myopa buccata
Espèce
Synonymes
- Conops buccata Linnaeus, 1758[1]
- Conops buccae Harris, 1776[1]
- Myopella florea Robineau-Desvoidy, 1853[1]
- Myopella marginalis Robineau-Desvoidy 1853[1]
- Myopella punctigera Robineau-Desvoidy, 1853[1]
- Myopella puncticeps Robineau-Desvoidy, 1853[1]
- Myopa sinensis Chen, 1939[1]

Myopa buccata ou la Myope jouflue est une espèce d'insectes diptères de la famille des Conopidae. Elle est l'espèce type du genre Myopa. Pleinement paléartique, la femelle attaque essentiellement des andrènes, qui sont endoparasités par la larve.

## Taxonomie
Myopa buccata est décrite pour la première fois par Linnaeus en 1758 sous le nom de Conops buccata, l'épithète buccata provenant de l'Indo-européen commun bu signifiant « aux joues gonflées ». Cette espèce est ensuite placée au sein du genre Myopa par Fabricius en 1775 ; le terme myopa provenant du grec ancien μύω, múô (« fermer ») et de ὤψ, ôps (« œil »), signifiant littéralement « qui ferme les yeux ».

## Description
Myopa buccata mesure de 6 à 11 mm de long, est parsemé de poils et est coloré de brun et de noir. Sa tête, munie de grande joues, est blanche, toutefois ornée de quatre taches brunes au niveau de l'occiput et d'un front ferrugineux. La trompe est bicoudée et le palpe, très court, est de couleur brunâtre. Les antennes sont testacées. Le mésonotum, noir, a des bosses brun rougeâtre aux épaules, une marge brunâtre et deux taches brun rougeâtre à la base. Le scutellum est noir. Le fémur et le tibia ont des motifs noir-rouge-brun. L'abdomen est ferrugineux, à reflets cendrés. Les mâles sont parés de taches blanchâtres marquées sur les tergites, vaguement visibles chez les femelles. Les ailes sont brunâtres et permettent une différenciation certaine par rapport aux espèces similaires du genre Myopa. En effet, la veine transversale (r-m) est blanchâtre, alors que chez d’autres espèces elle est noire ou sombre. De plus, elles sont ornées de plusieurs taches brillantes et sombres,,.

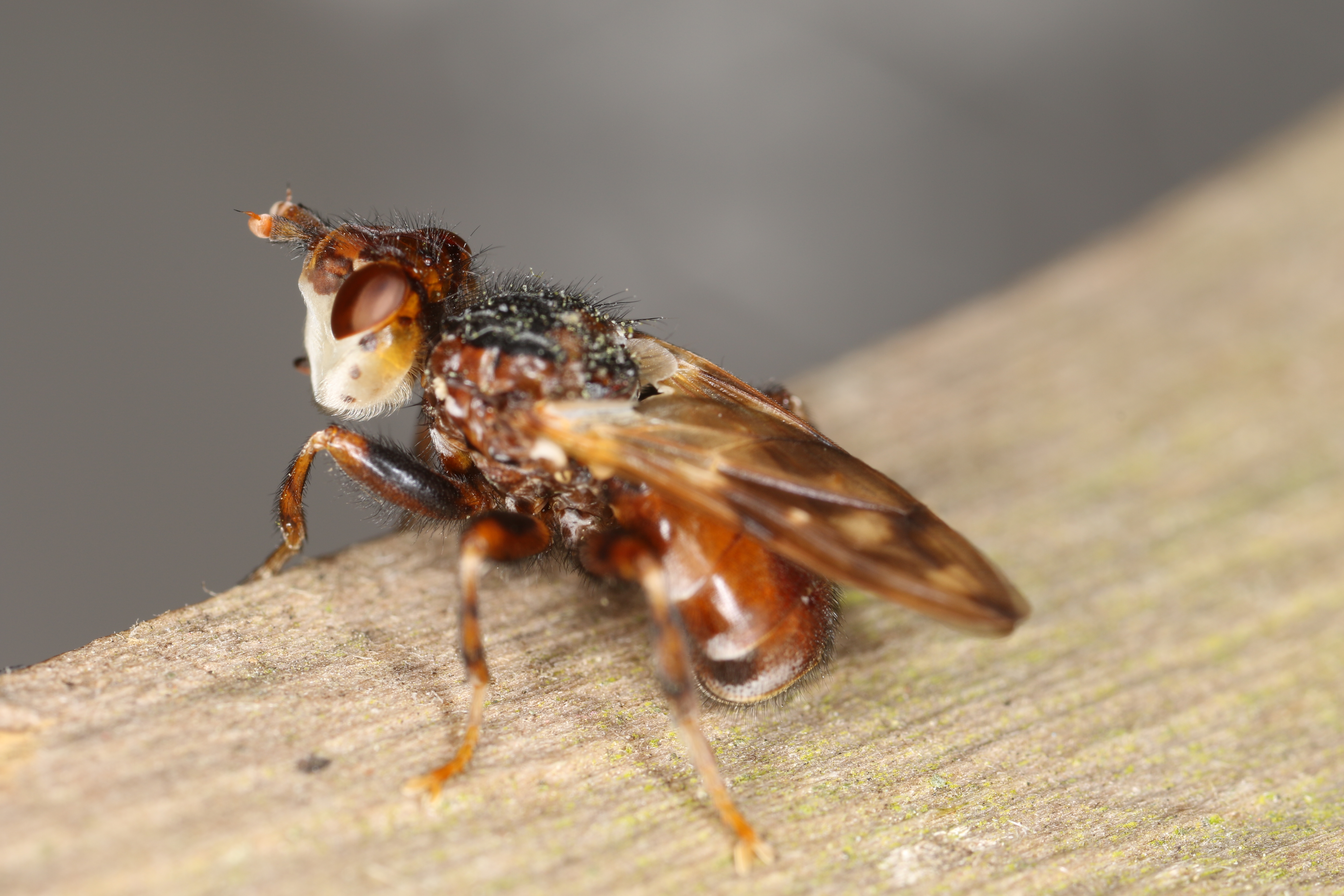
Myopa buccata (Allemagne)
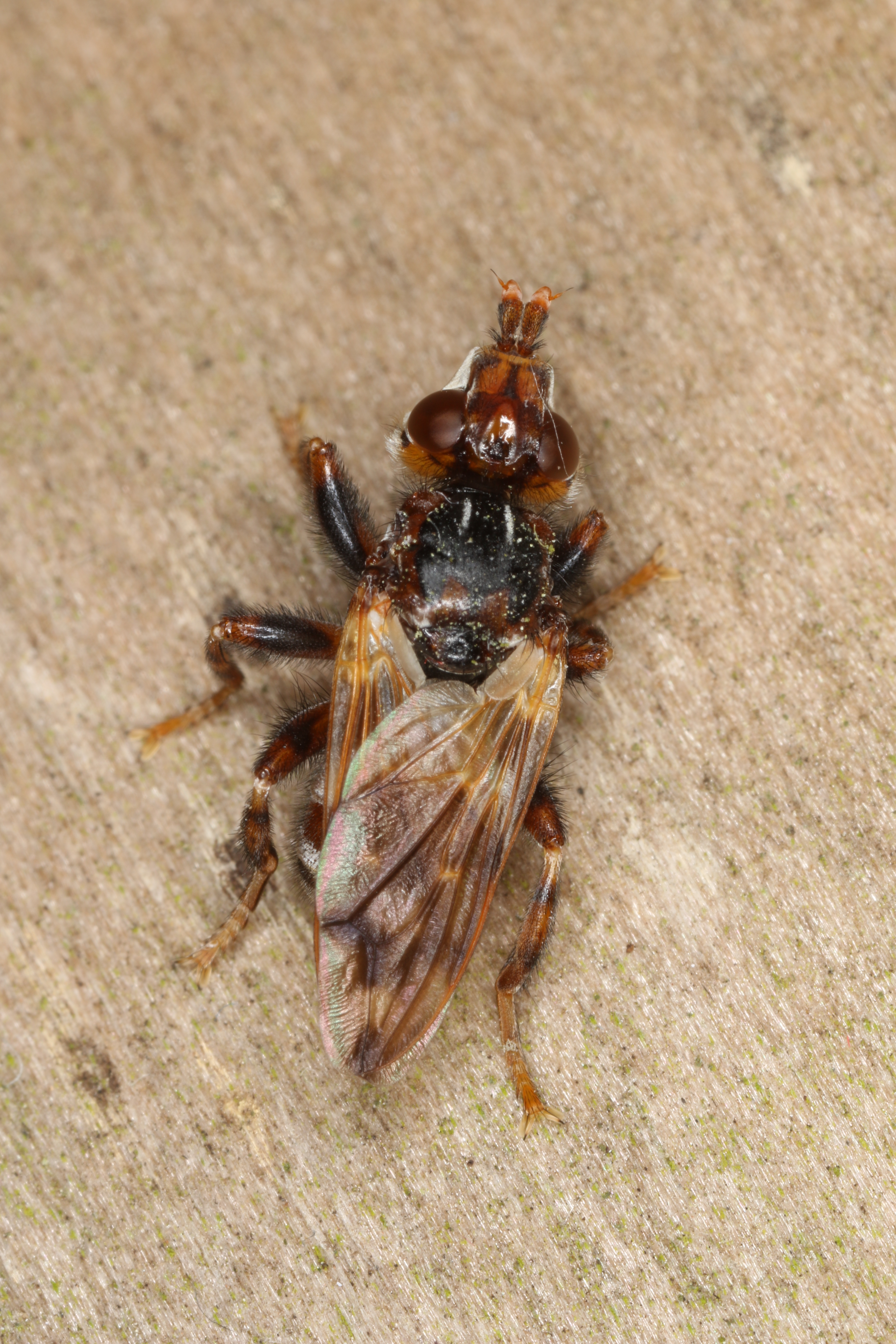
Myopa bucatta (Danemark)
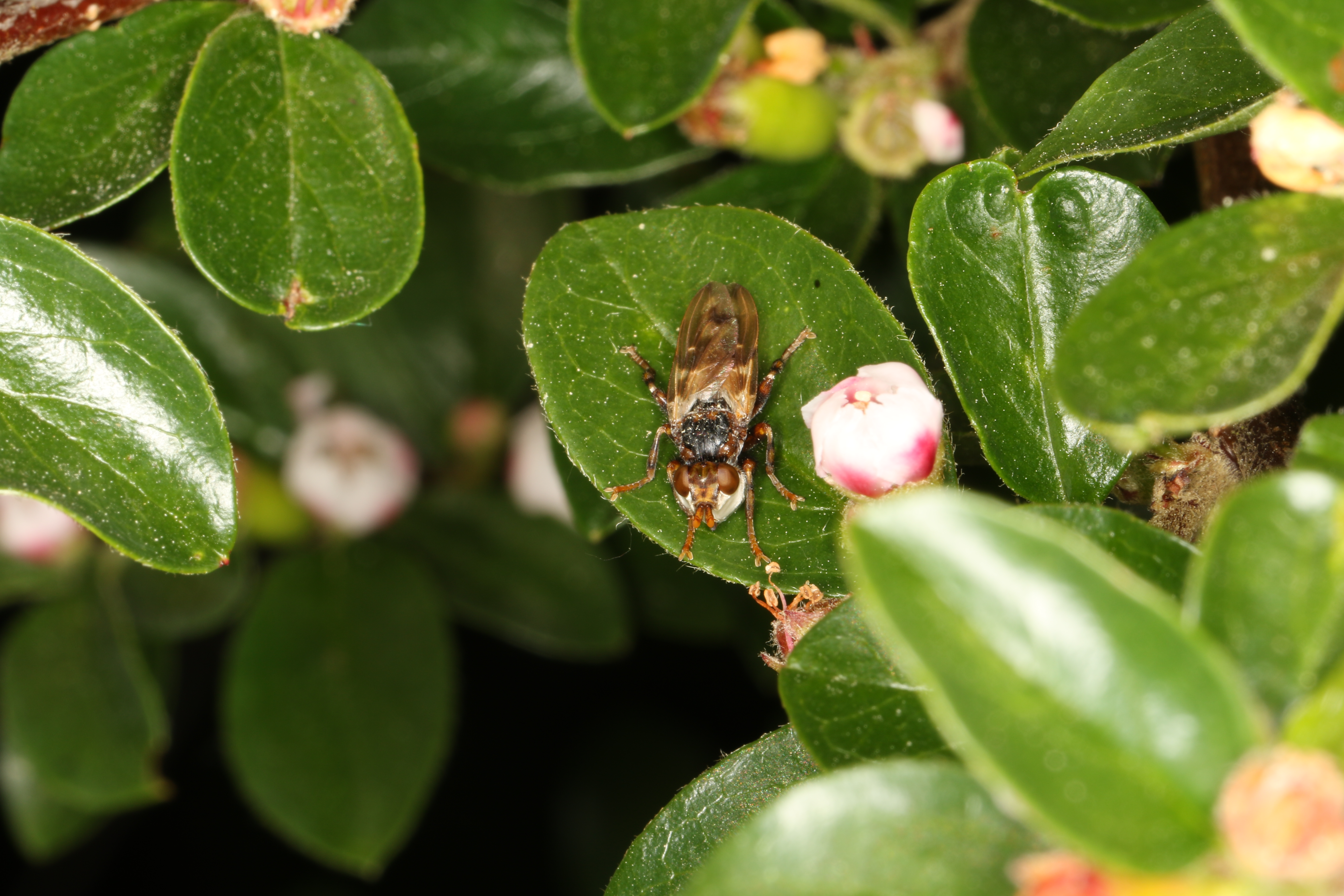
Myopa bucatta (Danemark)
- Myopa buccata butinant un pissenlit (Allemagne)

## Éthologie
Myopa buccata est visible en Europe centrale et occidentale d'avril à juillet, principalement en bordure de forêt. Se nourrissant exclusivement de nectar, l'imago visite de nombreuses fleurs dont les pruneliers, les aubépines , les sorbiers , l'Égopode podagraire , l’Ail des ours et les pissenlits.
La larve de Myopa buccata est endoparasite de divers andrènes dont Andrena japonica, Andrena lapponica, Andrena scotica et Andrena vaga, ainsi que de plusieurs Bombus et Vespidae. Il est également possible qu'elle puisse parasiter les genres Eucera et Colletes. La femelle M. buccata dépose un œuf sur l'abdomen de sa proie. Une fois éclose, la larve perce l'abdomen de l'hôte et se nourrit de son hémolymphe et de ses organes internes. Elle hiverne sous forme de pupe à l'intérieur de son hôte.

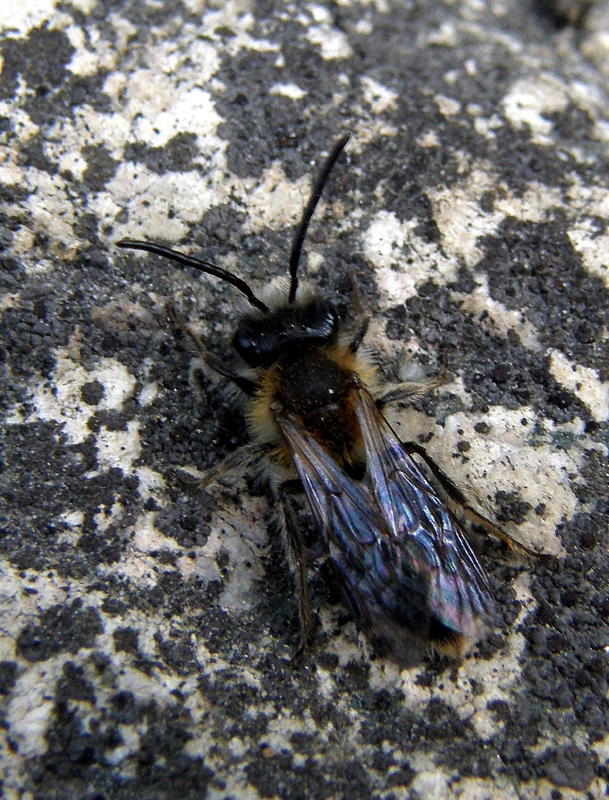
Andrena lapponica
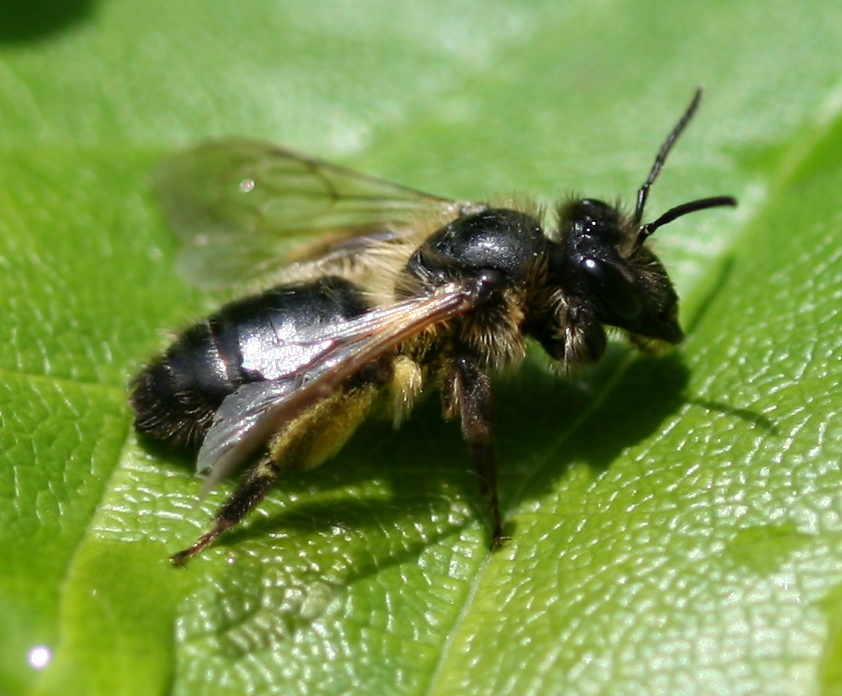
Andrena scotica
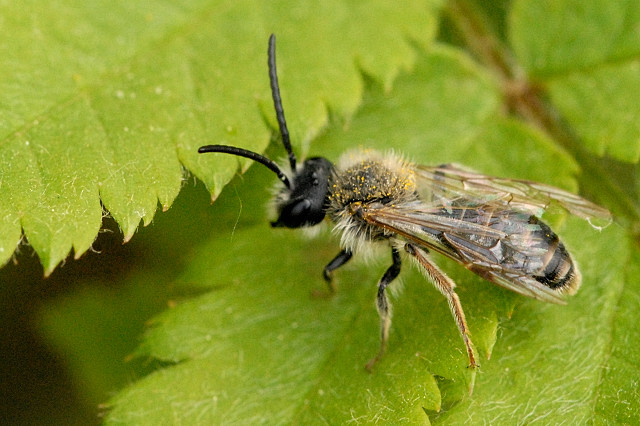
Andrena vaga

## Distribution
Myopa buccata est une espèce paléarctique propre aux climats océaniques, continentaux et méditerranéens. Elle est présente de l'Espagne au Japon. L'espèce est répandue en Europe et s'étend au nord jusqu'aux îles Britanniques, au Danemark et à la Norvège et jusqu'au sud de la Méditerranée,.